# Elisa Berroeta

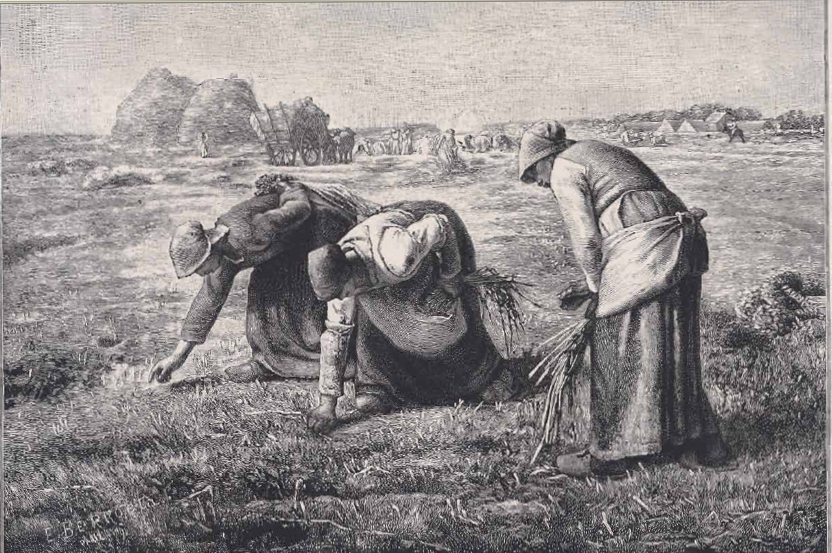
Los Rastrojos (o Les Glaneuses), grabado de Elisa Berroeta, a partir del cuadro de Jean-François Millet

Elisa Berroeta Araya (Ovalle, siglo XIX-Santiago, siglo XX) fue una grabadora y artista visual chilena del principio del siglo XX. Es conocida como una de las primeras mujeres artista becadas por el gobierno de Chile para estudios en Europa y la primera becada de grabado.

## Trayectoria
Estudió grabado en la Escuela de Bellas Artes de Santiago con el maestro francés León Bazin, nombrado profesor del curso de grabado en madera en 1902 por el escultor Virginio Arias, quien dirigió dicha escuela entre los años 1900-1911. En la clase de Bazin hubo un selecto grupo de artistas mujeres tales como Marguerite Jacob de Bazin, las grabadoras Emma González y Marta y Adriana Almeida, Aurelia (o Amelia) Saavedra.  La nueva asigranción llegó a obtener el mayor éxito en el Salón anual de la Escuela de Bellas Artes en 1904, donde todas las integrantes del curso salieron premiadas con medallas. En esta instancia Elisa presentó dos grabados en madera, reproducciones de pinturas de Théodule-Augustin Ribot y de Frederick Henry Henshaw, y obtuvo la tercera medalla.
En 1905 Elisa obtuvo una pensión otorgada por el gobierno chileno para perfeccionar su estudios artísticos en París donde vivió y trabajó durante tres años. Según la nota en la revista Zig-Zag que cuenta de la asignación de su pensión, Elisa había obtenido tres medallas consecutivas en los concursos anuales de la Escuela de Bellas Artes, mientras que "la bondad, la delicadeza y distinción de sus trabajos espuestos (sic) en el último Salón [1905], en nada desmerecían junto a los de su maestro", León Bazin.
Varios trabajos de Elisa realizados en París, siempre reproducciones de otras obras, aparecieron en los años siguientes en la prensa chilena, principalmente en la revista Selecta. Al final de 1907 todas las pensiones otorgadas a los artistas en Europa fueron canceladas debido a los informes desfavorables del inspector, Alberto Mackenna, y Berroeta tuvo que volver a Chile. 
Posteriormente en 1910 exhibió sus obras en la Exposición Internacional que inauguró el Palacio de Bellas Artes en Santiago y en la similar Exposición Internacional de Buenos Aires el mismo año. Luego, fue autora de las ilustraciones en la 3.ª edición de un libro de agricultura Juan Charlin, Los Árboles, publicado en 1912 “con grabados en madera por Franz Schierwagen y la señorita Elisa Berroeta”.

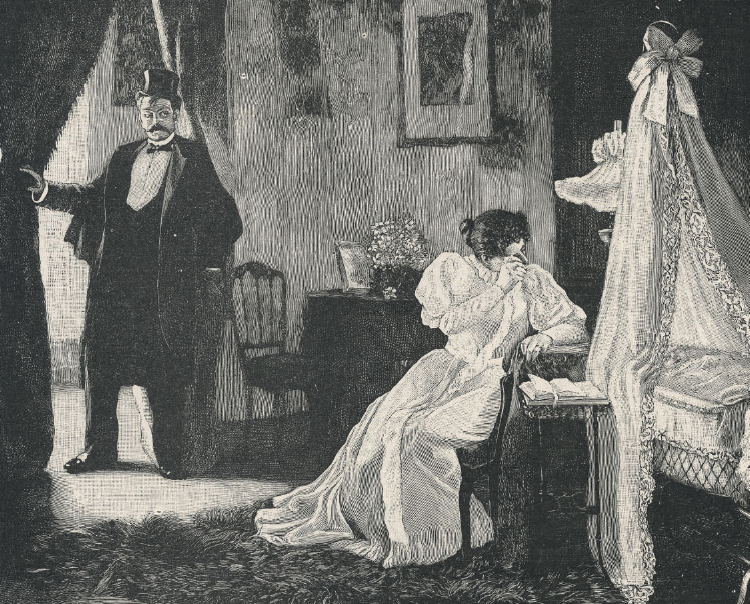
Se acabó el hogar, grabado de Elisa Berroeta, a partir de la pintura de Juan Harris

## Obras
- Contabilidad, grabado en madera, reproducción del cuadro de Théodule-Augustin Ribot, presentado en el Salón de 1904 de la Escuela de Bellas Artes de Santiago
- Autrretrato, reproducción grabado en madera, reproducción del cuadro de Frederick Henry Henshaw, presentado en el Salón de 1904 de la Escuela de Bellas Artes de Santiago
- Les Glaneuses, grabado en madera, reproducción del cuadro de Jean-François Millet, presentado en el Salón de 1906 de la Escuela de Bellas Artes de Santiago y en la Exposición Internacional de Centenario de Chile en 1910; publicado en la revista Selecta[7]
- Autorretrato, grabado en madera, reproducción de Jean-Louis-Ernest Meissonier, presentado en el Salón de 1906 de la Escuela de Bellas Artes de Santiago y en la Exposición Internacional de Centenario de Chile en 1910
- Paisaje, grabado en madera, presentado en el Salón de 1906 de la Escuela de Bellas Artes de Santiago el Salón de 1907 de la Escuela de Bellas Artes de Santiago y publicado en la revista Selecta[8]
- Retrato, grabado en madera, reproducción de un cuadro de Rembrandt, presentado en el Salón de 1906 de la Escuela de Bellas Artes de Santiago junto con la matriz de madera de este grabado
- Se acabó el hogar, grabado en madera, reproducción del cuadro de Juan Harris, publicado en Selecta[9]

### Exposiciones Colectivas
- 1904: Salón anual de la Escuela de Bellas Artes, Santiago
- 1906: Salón anual de la Escuela de Bellas Artes, Santiago
- 1907: Salón anual de la Escuela de Bellas Artes, Santiago
- 1910: Exposición Internacional de Buenos Aires
- 1910: Exposición Internacional de Santiago de Chile

### Premios y distinciones
- 1904: Tercera medalla en el Salón anual de la Escuela de Bellas Artes, Santiago